# Ришикеш
Ришикеш (на хинди:ऋषिकेश) е град и общински център в окръг Дехрадун, щат Утаракханд, Индия. Ришикеш е свещен индуистки град, наричан понякога „световна столица на йога“. Намира се в подножието на Хималаите на 25 км нагоре по течението на р. Ганг от друг свещен град Харидвар. Ришикеш е началната точка на поклонническия маршрут Чар Дхам, включващ Бадринат, Кедарнат, Ганготри и Ямунотри. Ришикеш е разположен на 30.12° с. ш. 78.32° и. д. И има средна надморска височина 532 м.

## История
Хришикеша е име на бог Вишну, означаващо „Господар на сетивата“. Според легендата Вишну се появява пред Райбхя риши, в резултат на неговите аскетични практики, като бог Хришикеш. В Сканда пурана районът е известен като Кубнарджак, тъй като Вишну се е появил под мангово дърво. Днешното прозношение на името на града е свързано със санскритската дума риши, означаваща „мъдрец“. Ришикеш е градът на мъдреците.
Исторически Ришикеш е част от „Кедаркханд“ (днешен Гархвал), обитанието на Шива. Според легендата бог Рама е практикувал покаяние тук, за да може да победи демона Равана, а Лакшмана, неговия брат, прекосява Ганг по въжен мост на мястото, където днес стои моста Лакшман Джхула. Въженият мост на това място е заменен от стоманен висящ мост, който е отнесен от наводнението през 1924 г. и на негово място е построен днешният мост. На западния бряг на моста има храм на Лакшмана, а срещу него е разположен храм посветен на Рама. Недалече има храм посветен и на третия брат, Бхарата.

## Райони
Ришикеш се състои от 5 отделни района, обхващащи не само града, но и селца от двете страни на Ганг, включително самия Ришикеш, който е търговският и комуникационен център, Муни-ки-Рети „пясъците на мъдреците“, разрастващо се предградие, Шивананда Нагар, където се намира Шивананда ашрам и Обществото за божествен живот, основано от Свами Шивананда районът с храмове около Лакшман Джхула, малко по на север и разните ашрами около Сварг ашрам на източния бряг. Оттук се стига до известния храм Нийлакантха Махадева на 12 км от Ришикеш и до Васища Гуфа (Пещерата на Васища) на 21 км нагоре по Ганг. Церемонията Ганга арати, провеждана привечер на Тривени гхат е популярна сред посетителите. Кайлаш ашрам Брахмавидяпиитхам е институция посветена на изучаването и разпространението на Веданта. Тук са учили Свами Вивекананда, Свами Рама Тиртха и Свами Шивананда. В средата на 60-те години Бийтълсите посещават сега закрития ашрам на Махариши Махеш Йоги в града. Джон Ленън дори записва песен тук озаглавена The Happy Rishikesh Song. Бийтълсите композират към 48 песни по време на престоя си в Ришикеш, много от които се появяват в Белия албум.

## Туризъм
Свещената река Ганг минава през Ришикеш и всъщност това е мястото, където реката излиза от планините (подножието на Хималаите) и потича в равнините на Северна Индия. Покрай брега на Ганг се намират няколко индуистки храма. Градът привлича хиляди поклонници и туристи от Индия и други страни всяка година. В Ришикеш има и много йога центрове, които привличат многобройни последователи на тази духовна дисциплина, спечелвайки на града славата на „световна столица на йога“. Вярва се, че медитацията в Ришикеш, както и потапянето във водите на Ганг водят търсещите освобождение по-бързо към неговата/нейната цел. Бързеите около града привличат и ентусиасти практикуващи рафтинг.
- Мостът Лакшман Джхула над Ганг
- Мостът Рам Джхула
- Река Ганг при Ришикеш

## Население
Според преброяването от 2001 г. населението на Ришикеш е 59 671 души. Мъжете са 56%, а жените 44%. Грамотността в Ришикеш е 75%, докато средното ниво за Индия е 59,5%. Грамотността сред мъжете е 80%, а сред жените 68%. 12% от населението е под 12-годишна възраст.